# باشگاه فوتبال نومانسیا
باشگاه دپورتیوو نومانسیا (به اسپانیایی: Club Deportivo Numancia) یک باشگاه فوتبال اسپانیایی است که در شهر سریا و در منطقهٔ خودمختار کاستیا و لئون واقع شده است. این باشگاه هم‌اکنون در لیگا ادلانته حضور دارد.
این باشگاه در تاریخ ۹ آوریل ۱۹۴۵ میلادی تأسیس شده است.
نومانسیا یک بار در فصل ۰۸–۲۰۰۷ به مقام قهرمانی لیگا ادلانته رسیده است. این باشگاه همچنین ۴ فصل در لا لیگا حضور داشته است.

## مربیان پیشین
- خوان کارلوس اونزوئه